# Der Gefangene von Chillon
Der Gefangene von Chillon (englischer Titel: The Prisoner of Chillon) ist ein 392 Zeilen langes dramatisches Gedicht von Lord Byron, das im Jahr 1816 entstanden und veröffentlicht worden ist. Es stützt sich auf die Einkerkerung des Genfer Freiheitskämpfers François Bonivard auf Schloss Chillon am Genfersee in den Jahren 1532 bis 1536. Von Byron wurde die romantische Verserzählung als „a fable“ bezeichnet.

## Entstehung
Am 22. Juni 1816 besuchten Byron, der in der Folge eines Skandals am 25. April 1816 England für immer verlassen und gerade die Villa Diodati in Cologny bezogen hatte, und Percy Bysshe Shelley das Schloss Chillon. Dies inspirierte Byron zu dem Gedicht The Sonnet of Chillon. Das längere Werk Der Gefangene von Chillon vollendete Byron wohl Anfang Juli 1816. Es wurde im Dezember 1816 zusammen mit weiteren Gedichten Byrons von dem Verleger John Murray veröffentlicht.

## Inhalt

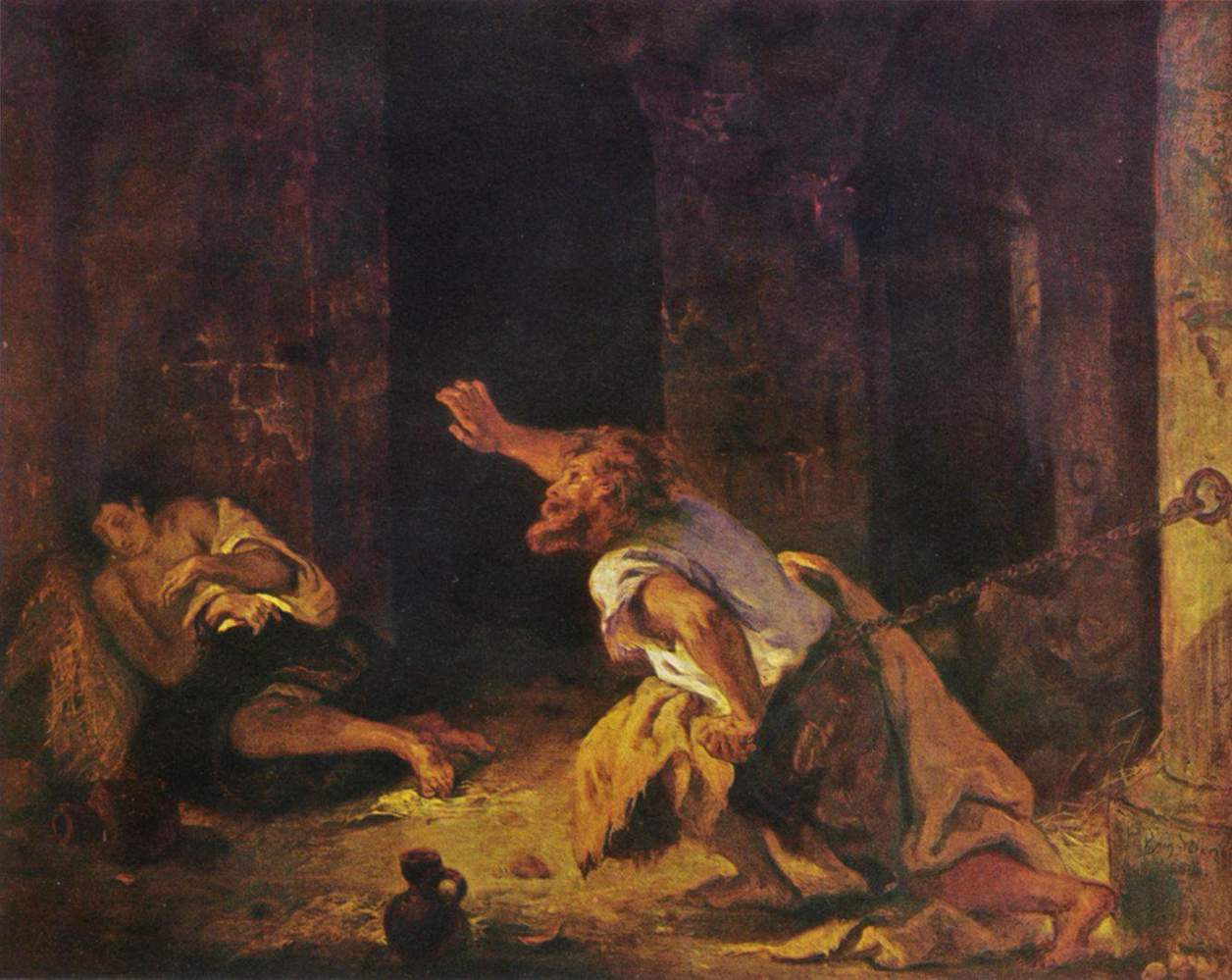
Eugène Delacroix, Der Gefangene von Chillon

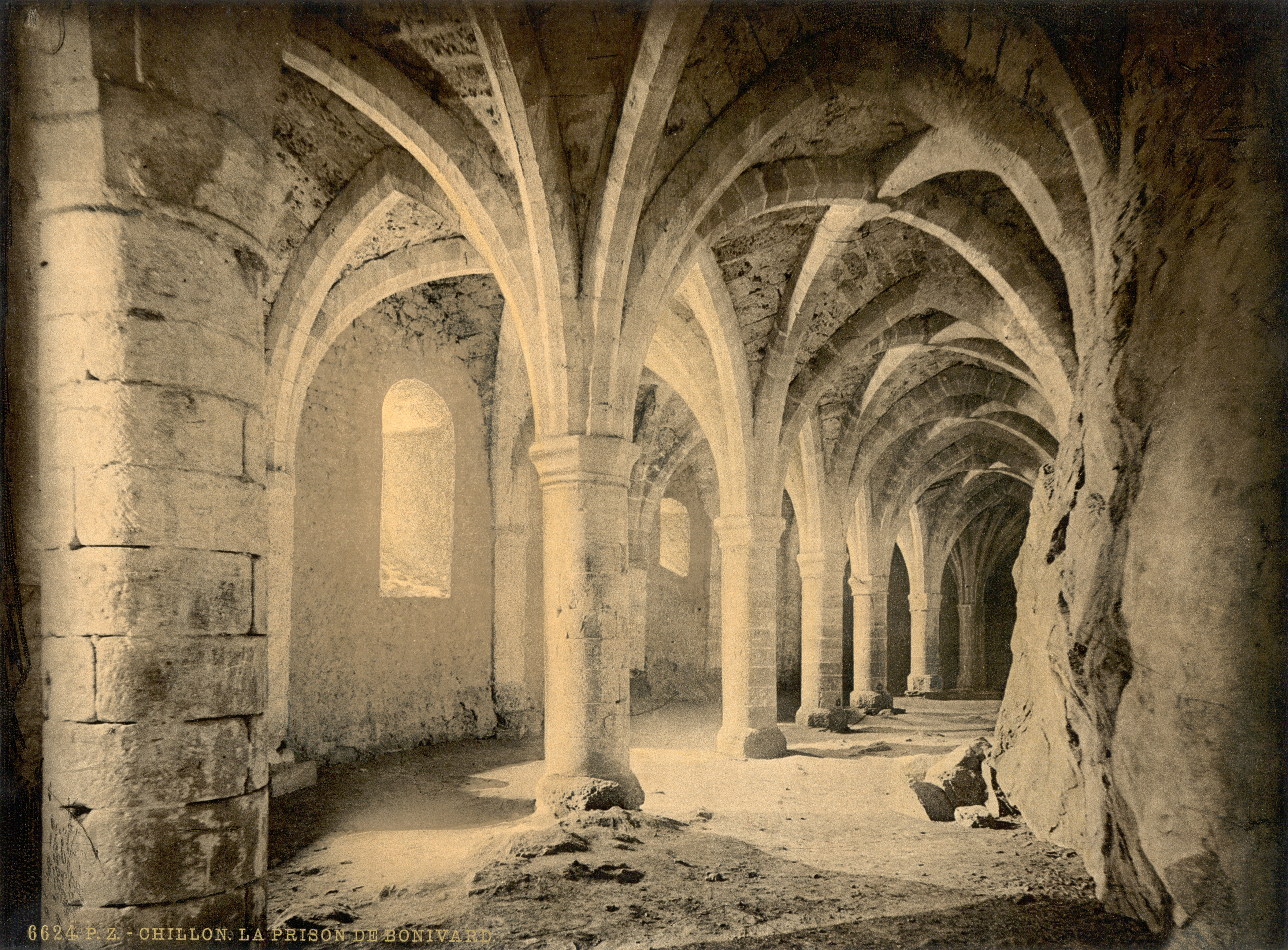
Bonivards Gefängnis (Darstellung um 1900)

Der Protagonist des Gedichts ist ein einsamer, eingekerkerter Mann mit einem starken Überlebenswillen, der nach einer langen Leidensgeschichte nach dem Tod zweier mit ihm eingekerkerter Brüder Trost in der Natur sucht, aber am Ende die Freiheit erlangt.

## Übersetzungen

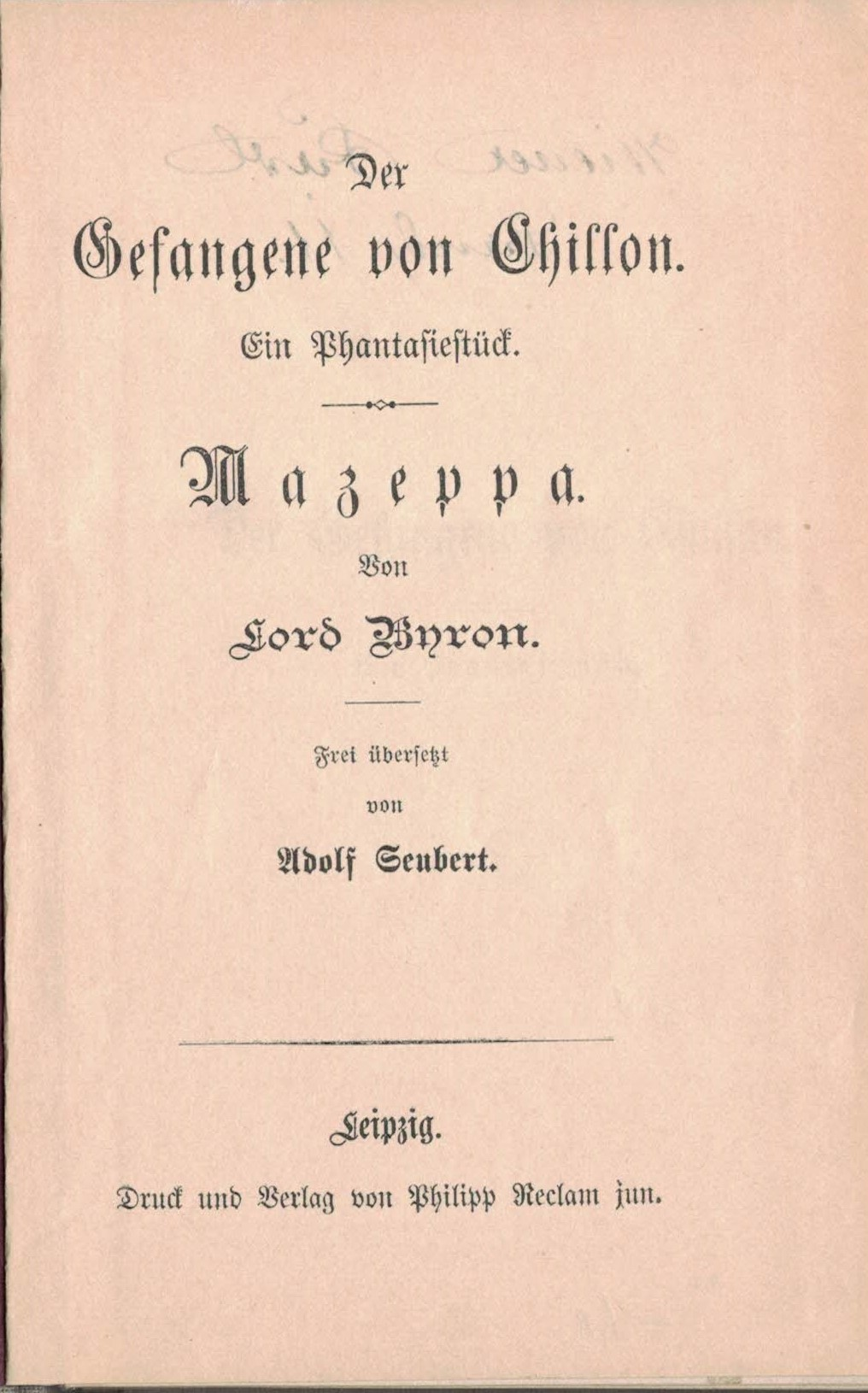
Titelblatt der Reclam-Ausgabe

- Lord Byron: Der Gefangene von Chillon. Ein Phantasiestück. Mazeppa. Frei übersetzt von Adolf Seubert: Leipzig: Philipp Reclam jun., ohne Jahr (vor 1898)[1]
- Lord Byron: Dichtungen. Die Belagerung von Korinth. Der Gefangene von Chillon. Die Insel. Deutsch von Wilhelm Schäffer (Bibliotherk ausländischer Klassiker in deutscher Uebertragung Bd. 11). Hildburghausen 1865: Verlag des Bibliographischen Instituts. Digitalisat im Projekt Gutenberg-DE unter https://www.projekt-gutenberg.org/byron/dichtun1/chap002.html abrufbar.

## Würdigung
"Gerade in dem … letzten Abschnitt (XIV) wird deutlich, wie Byron das Klischee einer unreflektierten Freiheitseuphorie durchbricht und in eindrucksvoller Konkretheit die für den Gefangenen paradoxe Erfahrung der Befreiung darstellt."